# Giancarlo Fisichella
Pour les articles homonymes, voir Fisichella.
Giancarlo Fisichella est un pilote automobile italien né le 14 janvier 1973 à Rome en Italie. Il dispute le championnat du monde de Formule 1 entre 1996 et 2009. Après avoir accompli la majeure partie de sa carrière chez Jordan Grand Prix, Benetton Formula, et Renault F1 Team, puis la saison 2008 et un début de saison 2009 pour la nouvelle écurie indienne Force India, dont il marque les premiers points, il rejoint la Scuderia Ferrari en remplacement de Felipe Massa, blessé, avant le Grand Prix d'Italie 2009, à l'âge de 36 ans. Il dispute sa dernière course à Abou Dabi le 1er novembre 2009 au volant d'une voiture de Maranello. En treize saisons de Formule 1, Giancarlo Fisichella prend 229 départs, remporte trois victoires, monte dix-neuf fois sur le podium, réalise quatre pole positions et obtient deux meilleurs tours en course. Son meilleur classement au championnat est la quatrième place en 2006 alors qu'il est le coéquipier de Fernando Alonso, sacré cette année-là avec Renault F1 Team.

## Biographie

### Les débuts
Après avoir fourbi ses armes en karting jusqu'à ses 19 ans, Giancarlo Fisichella accède au championnat d'Italie de Formule 3 en 1992. Vice-champion en 1993, il est titré en 1994, avec en prime une victoire au Grand Prix de Monaco de Formule 3.
En 1995, il quitte brièvement la compétition en monoplace pour participer au championnat allemand DTM sur une Alfa Romeo, mais accède au poste de pilote d'essai Formule 1 pour la modeste équipe italienne Scuderia Minardi.

### Carrière en Formule 1

#### Minardi
En 1996, il accède à la Formule 1 au sein de cette même équipe Minardi, en remplacement de Taki Inoue initialement prévu comme titulaire mais lâché par ses sponsors. Sans gros moyens financiers dans une équipe désargentée, il ne dispute qu'une saison partielle, obligé de céder son volant à Tarso Marques pour les deux GP sud-américains, puis de laisser totalement son baquet à mi-saison à son compatriote Giovanni Lavaggi, qui apporte un important complément de budget. En parallèle, il court dans l'International Touring Car Championship, déclinaison internationale du DTM, toujours chez Alfa Romeo. Il termine sixième du championnat.
Il effectue aussi des essais en Formule 1 pour la Scuderia Ferrari.

#### Jordan

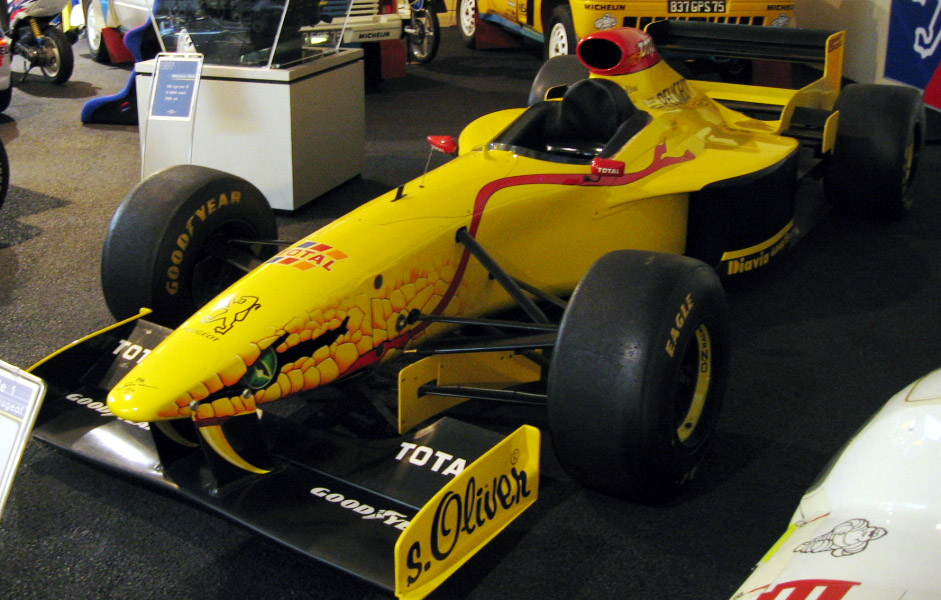
La Jordan-Peugeot de 1997.

Après cette saison d'apprentissage, il rejoint l'écurie Jordan Grand Prix pour la saison 1997 durant laquelle il marque 20 points, tout en prenant progressivement l'ascendant sur son équipier débutant Ralf Schumacher. Il se bat même pour la victoire au Grand Prix d'Allemagne face à Gerhard Berger, mais abandonne à quelques tours de l'arrivée à la suite d'une crevaison, alors que la deuxième place lui était promise. Il obtient toutefois une seconde place au Grand Prix de Belgique.

#### Benetton: première pole position en Formule 1

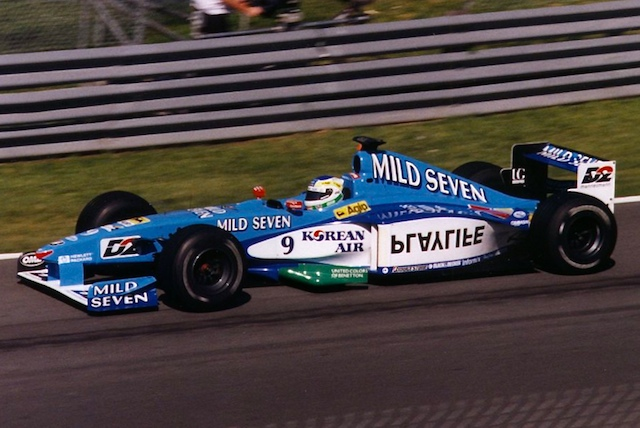
Sur la Benetton au Grand Prix automobile du Canada 1999.

En 1998, il rejoint l'écurie Benetton Formula, dont il défend les couleurs quatre saisons durant de 1998 à 2001.
Il signe sa première pole position en Autriche en 1998, monte à deux reprises sur le podium et domine son équipier Alexander Wurz dès la mi-saison 1998. Malheureusement pour Fisichella, ses belles prestations correspondent au déclin de l'écurie Benetton et ne lui permettent pas de se battre pour la victoire.
L'année suivante, les Benetton reculent encore un peu plus dans la hiérarchie. Tandis que Wurz n’inscrit que trois points, Fisichella termine deuxième au Canada et réalise quelques solides prestations en début d'année. La seconde moitié de saison est décevante, les deux hommes n'étant en mesure de se battre qu’en milieu de peloton.
Début 2000, Renault F1 Team rachète Benetton, mais cela ne se traduit pas par une hausse immédiate de la compétitivité des monoplaces d'Enstone puisque Benetton sert de « laboratoire » à Renault avant le retour officiel de la marque au losange en 2002. Malgré une auto souffrant d'un déficit de performance certain par rapport à la concurrence, Fisichella monte à trois reprises sur le podium : au Brésil (deuxième), à Monaco et au Canada (troisième). Comme en 1999, la fin de saison est plus délicate, l'écurie n'inscrivant que deux points lors des neuf derniers Grand Prix.
En 2001, l'audacieux moteur en V à 111° qui propulse Fisichella et son jeune équipier Jenson Button nécessite un développement que l'Italien doit assumer au cours d'une saison aux allures de calvaire, où les Benetton-Renault sont reléguées en fond de grille en début de saison. Cependant, quelques embellies arrivent en fin de saison, jusqu'à l'apogée sur le circuit de Spa-Francorchamps où il décroche un podium. En désaccord avec Renault et Flavio Briatore sur les modalités du renouvellement de son contrat, il ne peut participer aux débuts officiels du Renault F1 Team et quitte cette équipe pour laisser sa place à son compatriote Jarno Trulli, qu'il remplace chez Jordan Grand Prix.

#### Retour chez Jordan: première victoire en Formule 1

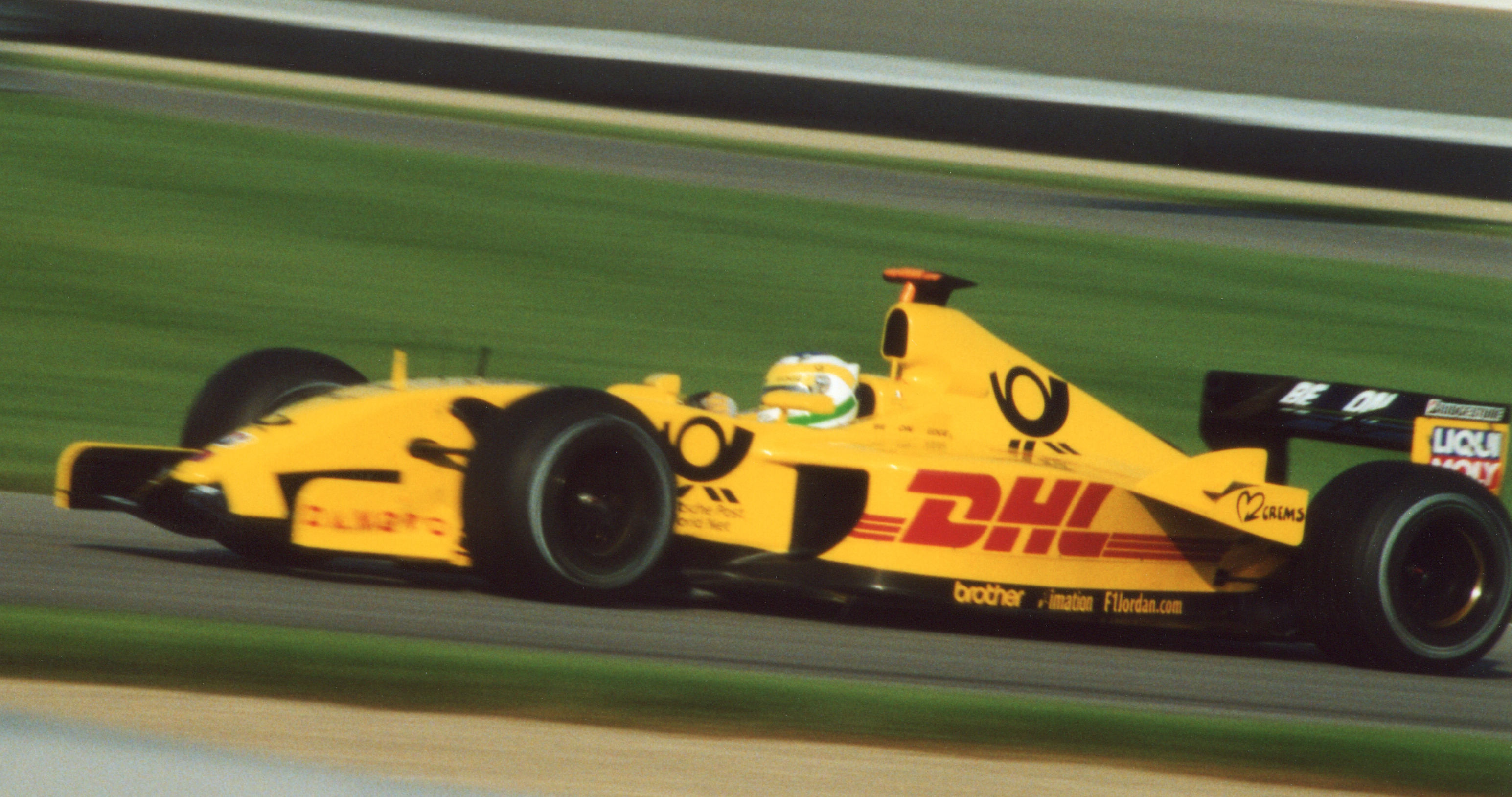
Sur la Jordan-Honda au GP des États-Unis 2002.

La saison 2002, au sein de l'équipe qui l'a vu éclore est mitigée, sa monoplace n'étant clairement pas assez performante. Il inscrit sept points, la presque totalité du score de l'écurie Jordan, son coéquipier Takuma Satō n'ayant brillé qu'au Grand Prix du Japon.
Il rempile dans l'écurie d'Eddie Jordan la saison suivante, pour une saison paradoxale, puisque, globalement catastrophique, elle est le cadre de sa première victoire en Formule 1, à l'occasion du Grand Prix du Brésil disputé dans des conditions dantesques. Dans la confusion de la fin de course, la victoire est même accordée à Kimi Räikkönen et ce n'est que dans les jours suivants que la FIA, après revisionnage des événements des derniers tours, accorde la victoire à Fisichella.
Cependant, en raison du faible niveau de performance et de fiabilité de sa Jordan-Ford, il ne rallie l'arrivée dans les points qu'une autre fois en 2003, aux États-Unis. S'il est élu « Pilote des Pilotes » par ses pairs en fin d'année, aucune écurie de pointe ne lui offre un volant.

#### Sauber

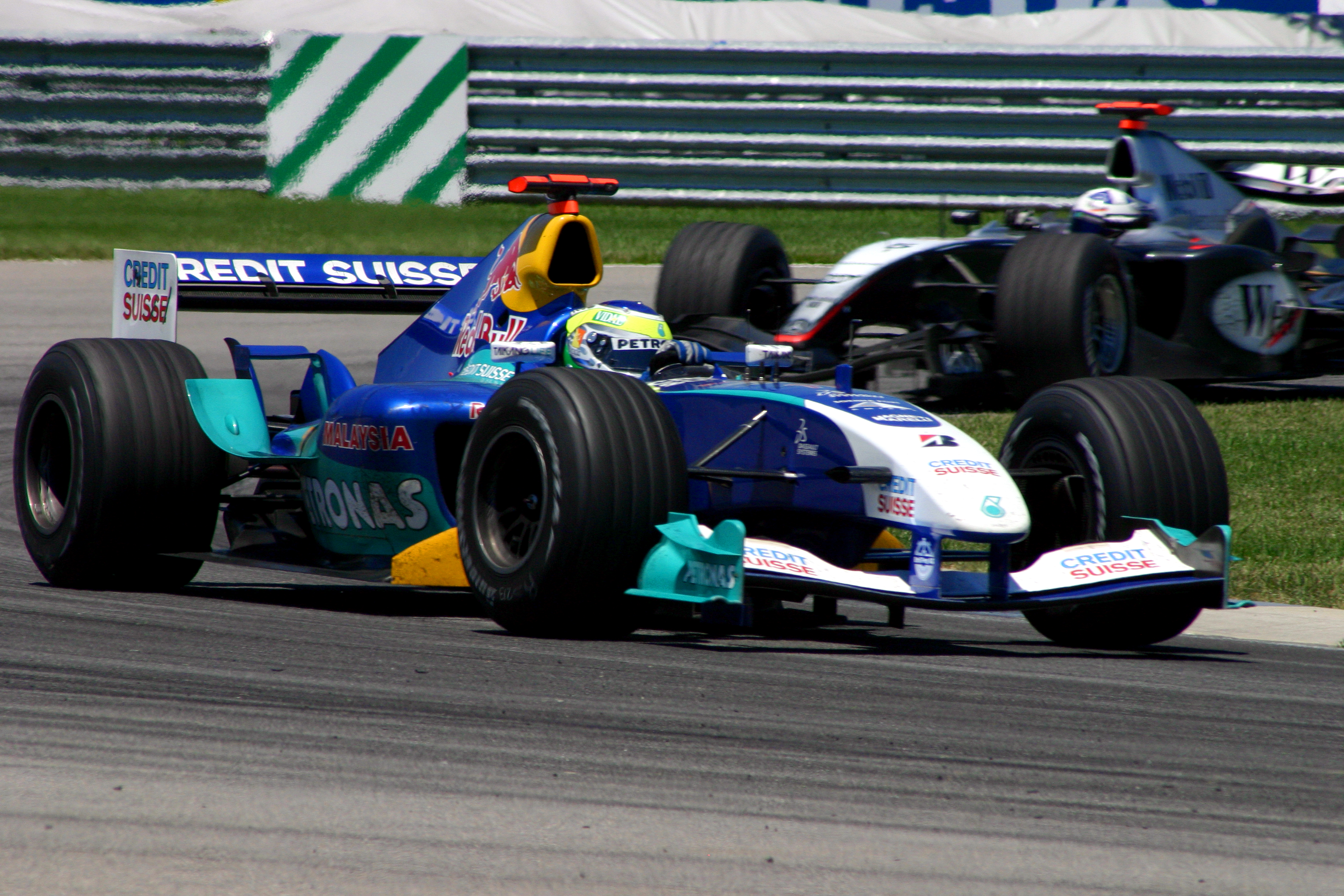
Sur la Sauber-Petronas au GP des États-Unis 2004.

En 2004, il signe chez Sauber, partageant le volant de la Sauber C23 avec Felipe Massa. Il marque deux tiers des points de l'écurie, avec notamment une quatrième place au Canada.
Mi-2004, au cœur d'un marché des transferts très animé, Giancarlo Fisichella se voit approcher par deux top-teams pour 2005 : Renault F1 Team et Williams-BMW. De par les liens qu'il a tissés au sein de l'écurie française, il rejoint Fernando Alonso dans le baquet de l'une des deux Renault R25, et remplace Jarno Trulli, parti chez Toyota Racing.

#### Renault

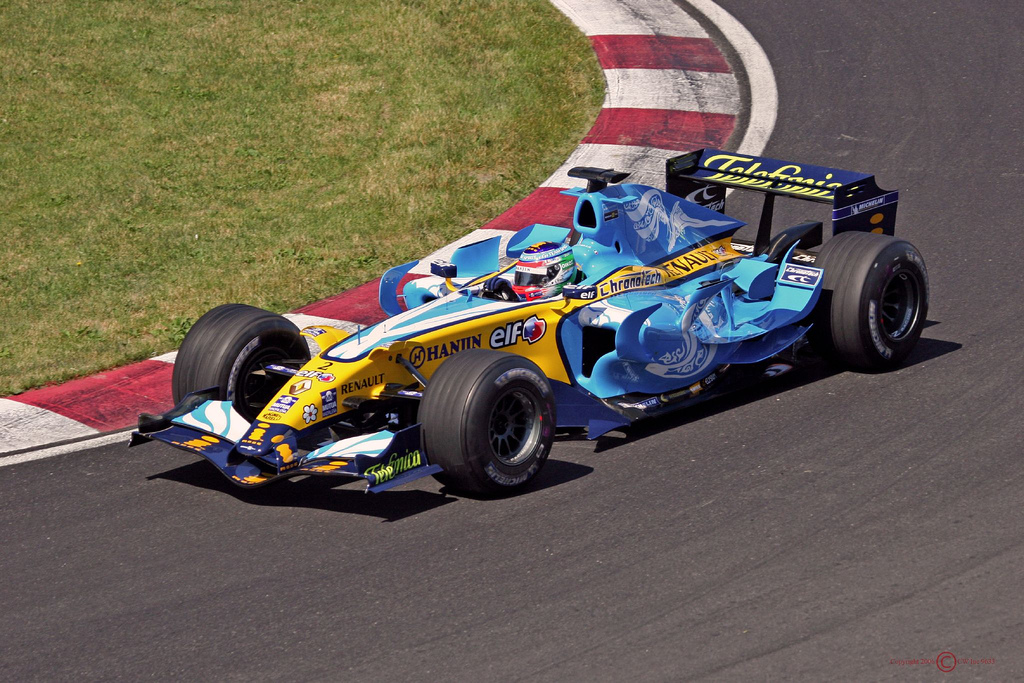
Sur la Renault R26 au GP du Canada 2006.

En 2005, très attendu et bénéficiant enfin d'une voiture performante, Fisichella remporte le premier Grand Prix de la saison. La suite s'avère plus délicate puisqu'il est victime de nombreux coups du sort et est régulièrement dominé par son coéquipier. Tandis qu'Alonso file vers le titre mondial, Giancarlo multiplie les performances en demi-teinte. Sa contribution permet néanmoins à Renault de décrocher les deux titres mondiaux.
La saison 2006 confirme la tendance de 2005 puisque Fisichella continue d'être nettement dominé par Alonso et que, bien qu'il ait signé une nouvelle victoire, en Malaisie, il ne parvient pas à s'immiscer dans la lutte pour le titre mondial. Le départ annoncé d'Alonso chez McLaren lui permet néanmoins de consolider sa position chez Renault avec qui il renouvelle son contrat pour 2007.
La saison 2007 est une nouvelle année de désillusions pour le pilote italien qui subit la baisse de performances des monoplaces françaises et n'est pas en mesure de se battre pour les premières places. De plus, il ne parvient pas à s'imposer face à son nouvel équipier, le débutant finlandais Heikki Kovalainen, qui prend l'ascendant sur lui au cours de la saison.

#### Force India

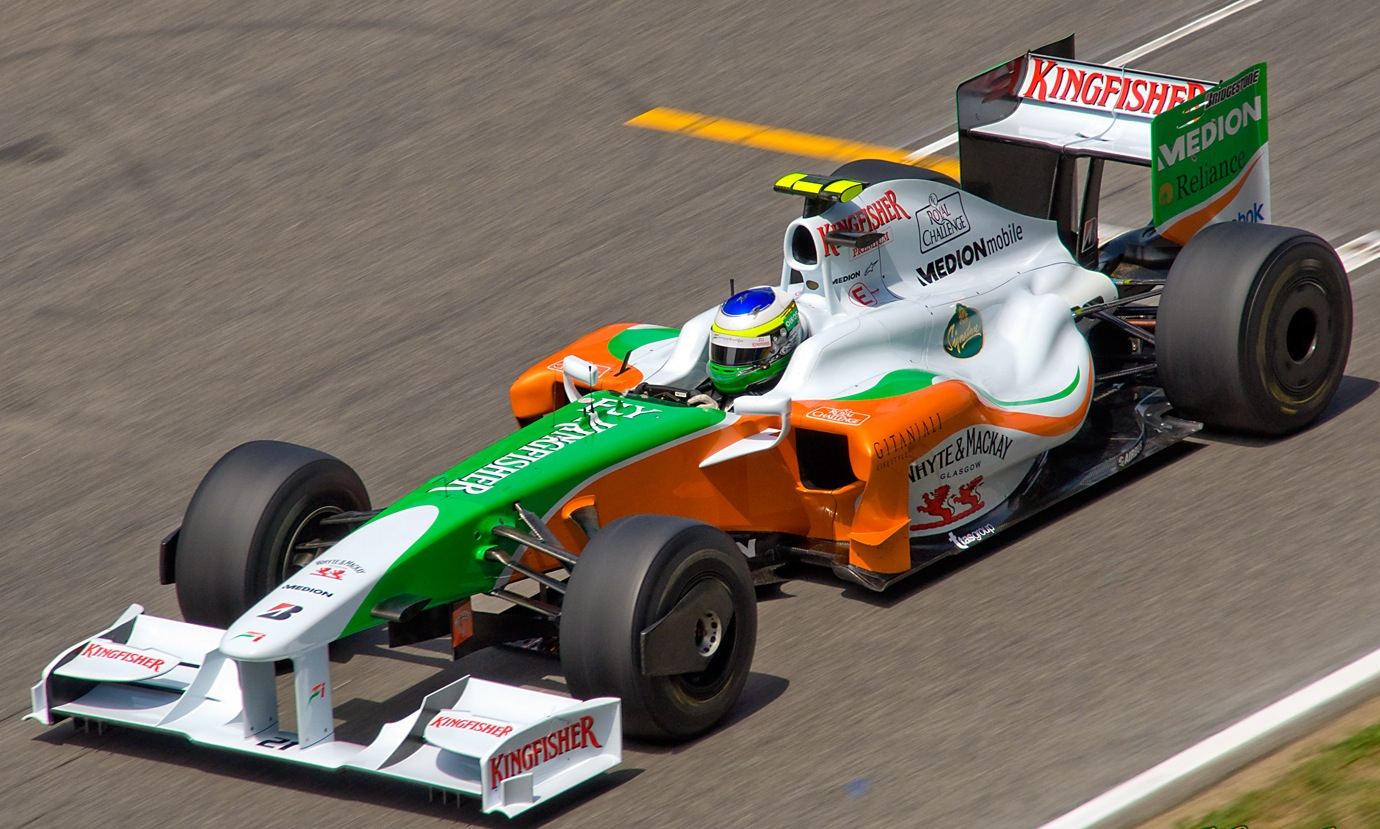
Fisichella sur la Force India VJM02 au Grand Prix d'Espagne 2009.

Non retenu par Renault à l'issue de son contrat fin 2007, il signe pour 2008 avec la nouvelle écurie indienne Force India, ex-Spyker F1 Team et devient le coéquipier du jeune allemand Adrian Sutil. La saison est une catastrophe pour Fisichella qui n'inscrit aucun point pour la première fois depuis 1996. Il abandonne à sept reprises avec une dixième place en Espagne comme meilleur résultat tandis que sa meilleure qualification est une douzième place à domicile.
Lors du Grand Prix de Belgique 2009, il signe la quatrième pole position de sa carrière, au volant de sa Force India, réalisant la première pole position de l'histoire de son écurie. Il la convertit en une deuxième place derrière Kimi Räikkönen, en terminant à 9 dixièmes du pilote Ferrari et marque ainsi les premiers points de l'histoire de l'équipe indienne.

#### Ferrari

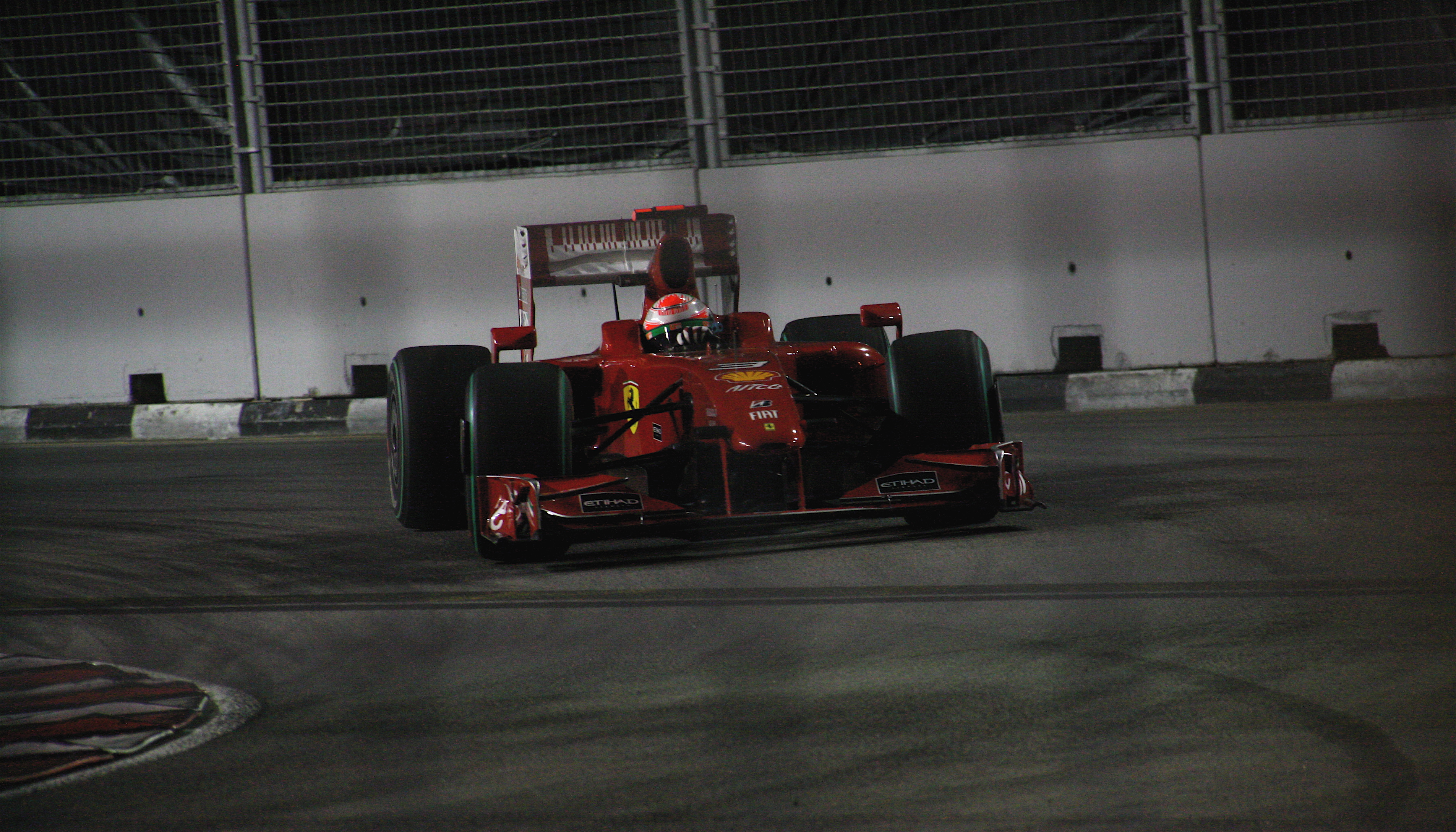
Giancarlo Fisichella sur la Ferrari F60 lors du Grand Prix de Singapour 2009.

À la suite de cette performance, il est approché par Ferrari pour remplacer le pilote titulaire Felipe Massa, blessé, après un intérim assuré par Luca Badoer jugé peu compétitif. Fisichella quitte Force India avant le Grand Prix d'Italie et est engagé par l'écurie italienne pour épauler Kimi Räikkönen et devenir pilote de réserve à partir de 2010,,.
Au soir du dernier Grand Prix de la saison, Fisichella, qui a éprouvé de grandes difficultés à maîtriser la Ferrari F60, n'a inscrit aucun point pour Ferrari et termine sa dernière saison à la quinzième place.

### Endurance
En 2010, Fisichella devient troisième pilote pour Ferrari en Formule 1 et signe également un contrat de pilote dans l'écurie AF Corse SRL en championnat Le Mans Series. Aux côtés de Jean Alesi et Toni Vilander, Fisichella participe aux 24 Heures du Mans 2010 en catégorie LM GT2, au volant d'une Ferrari F430 GTC. L'année suivante, il participe au championnat d'endurance Intercontinental Le Mans Cup au volant d'une Ferrari 458 Italia GT2 toujours au sein d'AF Corse où son équipier est Gianmaria Bruni. Ils terminent deuxièmes des 24 Heures du Mans 2011 en catégorie GTE Pro et remportent le championnat ILMC.
Il remporte les 24 Heures du Mans 2012 et les 24 Heures du Mans 2014  en catégorie GTE Pro avec AF Corse au volant d'une Ferrari 458 Italia GT2, ainsi que les 6 Heures de Vallelunga en 2014.

## Divers
- Avec son manager Enrico Zanarini, Fisichella a créé sa propre écurie en 2005, le Fisichella Motor Sport. L'équipe dispute le championnat d'Euroseries 3000 ainsi que, depuis 2006, celui de GP2 Series, où elle est engagée sous le nom de FMS International.
- En juin 2007, Giancarlo a également annoncé le lancement de la Fisichella Motor Sport Academy, une école destinée à préparer aux divers métiers des sports mécaniques.
- Il parle italien, anglais et possède des notions de français.

## Carrière pré-Formule 1
- 1984-88 : Karting
- 1989 : Karting, Europe, 2e / Karting, International, 4e
- 1990 : Karting 100 cm3, Italie, 5e
- 1991 : F. Alfa Boxer
- 1992 : F3, Italie, 8e
- 1993 : F3, Italie, 2e
- 1994 : F3, Italie, 1er
- 1995 : DTM (Alfa Romeo), 15e

## Résultats en championnat du monde de Formule 1
- 13 saisons
- 229 départs en Grand Prix
- 3 victoires
- 275 points marqués
- 4 pole positions
- 2 meilleurs tours
- 19 podiums

- Débuts en F1 : Grand Prix d'Australie 1996, sur le circuit de Melbourne.
- Première victoire : Grand Prix du Brésil 2003, sur le Circuit d'Interlagos
- Première pole position :  Grand Prix d'Autriche 1998, sur le A1-Ring

| Saison | Écurie                       | Châssis     | Moteur       | Pneus       | GP disputés | Pole positions | Victoires | Podiums | Records du tour | Dans les points | Abandons | Points inscrits | Classement |
| ------ | ---------------------------- | ----------- | ------------ | ----------- | ----------- | -------------- | --------- | ------- | --------------- | --------------- | -------- | --------------- | ---------- |
| 1996   | Minardi F1 Team              | M195B       | Ford V8      | Goodyear    | 8           | 0              | 0         | 0       | 0               | 0               | 5        | 0               | n.c.       |
| 1997   | B&H Total Jordan Peugeot     | 197         | Peugeot V10  | Goodyear    | 17          | 0              | 0         | 2       | 1               | 6               | 5        | 20              | 8e         |
| 1998   | Mild Seven Benetton Playlife | B198        | Playlife V10 | Bridgestone | 16          | 1              | 0         | 2       | 0               | 5               | 5        | 16              | 9e         |
| 1999   | Mild Seven Benetton Playlife | B199        | Playlife V10 | Bridgestone | 16          | 0              | 0         | 1       | 0               | 4               | 7        | 13              | 9e         |
| 2000   | Mild Seven Benetton Playlife | B200        | Playlife V10 | Bridgestone | 17          | 0              | 0         | 3       | 0               | 5               | 5        | 18              | 6e         |
| 2001   | Mild Seven Benetton Renault  | B201        | Renault V10  | Michelin    | 17          | 0              | 0         | 1       | 0               | 3               | 7        | 8               | 11e        |
| 2002   | DHL Jordan Honda             | EJ12        | Honda V10    | Bridgestone | 16          | 0              | 0         | 0       | 0               | 4               | 8        | 7               | 10e        |
| 2003   | Jordan Ford                  | EJ13        | Ford V10     | Bridgestone | 16          | 0              | 1         | 1       | 0               | 2               | 10       | 12              | 12e        |
| 2004   | Sauber Petronas              | C23         | Petronas V10 | Bridgestone | 18          | 0              | 0         | 0       | 0               | 9               | 1        | 22              | 11e        |
| 2005   | Mild Seven Renault F1 Team   | R25         | Renault V10  | Michelin    | 18          | 1              | 1         | 3       | 1               | 11              | 6        | 58              | 5e         |
| 2006   | Mild Seven Renault F1 Team   | R26         | Renault V8   | Michelin    | 18          | 1              | 1         | 5       | 0               | 15              | 2        | 72              | 4e         |
| 2007   | ING Renault F1 Team          | R27         | Renault V8   | Bridgestone | 17          | 0              | 0         | 0       | 0               | 7               | 2        | 21              | 8e         |
| 2008   | Force India F1 Team          | VJM01       | Ferrari V8   | Bridgestone | 18          | 0              | 0         | 0       | 0               | 0               | 7        | 0               | n.c        |
| 2009   | Force India F1 Team          | VJM02       | Mercedes V8  | Bridgestone | 12          | 1              | 0         | 1       | 0               | 1               | 1        | 8               | 15e        |
| 2009   | Scuderia Ferrari Marlboro    | Ferrari F60 | Ferrari V8   | Bridgestone | 5           | 0              | 0         | 0       | 0               | 0               | 0        | 8               | 15e        |

| Année | Écurie                               | Châssis           | Moteur                            | 1        | 2        | 3        | 4        | 5        | 6        | 7        | 8        | 9        | 10       | 11       | 12       | 13       | 14       | 15       | 16       | 17       | 18     | 19    | Classement | Points |
| ----- | ------------------------------------ | ----------------- | --------------------------------- | -------- | -------- | -------- | -------- | -------- | -------- | -------- | -------- | -------- | -------- | -------- | -------- | -------- | -------- | -------- | -------- | -------- | ------ | ----- | ---------- | ------ |
| 1996  | Team Minardi                         | Minardi M195B     | Ford EDM2 3.0 V8 Ford EDM3 3.0 V8 | AUS Abd. | BRA      | ARG      | EUR 13   | SMR Abd. | MON Abd. | ESP Abd. | CAN 8    | FRA Abd. | GBR 11   | GER      | HUN      | BEL      | ITA      | POR      | JPN      |          |        |       | NC         | 0      |
| 1997  | Benson & Hedges Total Jordan Peugeot | Jordan 197        | Peugeot A14 3.0 V10               | AUS Abd. | BRA 8    | ARG Abd. | SMR 4    | MON 6    | ESP 9    | CAN 3    | FRA 9    | GBR 7    | GER 11   | HUN Abd. | BEL 2    | ITA 4    | AUT 4    | LUX Abd. | JPN 7    | EUR 11   |        |       | 8e         | 20     |
| 1998  | Mild Seven Benetton Playlife         | Benetton B198     | Playlife GC37-01 3.0 V10          | AUS Abd. | BRA 6    | ARG 7    | SMR Abd. | ESP Abd. | MON 2    | CAN 2    | FRA 9    | GBR 5    | AUT Abd. | GER 7    | HUN 8    | BEL Abd. | ITA 8    | LUX 6    | JPN 8    |          |        |       | 9e         | 16     |
| 1999  | Mild Seven Benetton Playlife         | Benetton B198     | Playlife GC37-01 3.0 V10          | AUS 4    | BRA Abd. | SMR 5    | MON 5    | ESP 9    | CAN 2    | FRA Abd. | GBR 7    | AUT 12   | GER Abd. | HUN Abd. | BEL 11   | ITA Abd. | EUR Abd. | MAL 11   | JPN 14   |          |        |       | 9e         | 13     |
| 2000  | Mild Seven Benetton Playlife         | Benetton B200     | Playlife FB02 3.0 V10             | AUS 5    | BRA 2    | SMR 11   | GBR 7    | ESP 9    | EUR 5    | MON 3    | CAN 3    | FRA 9    | AUT Abd. | GER Abd. | HUN Abd. | BEL Abd. | ITA 11   | USA Abd. | JPN 14   | MAL 9    |        |       | 6e         | 18     |
| 2001  | Mild Seven Benetton Renault          | Benetton B201     | Renault RS21 3.0 V10              | AUS 13   | MAL Abd. | BRA 6    | SMR Abd. | ESP 14   | AUT Abd. | MON Abd. | CAN Abd. | EUR 11   | FRA 11   | GBR 13   | GER 4    | HUN Abd. | BEL 3    | ITA 10   | USA 8    | JPN 17   |        |       | 11e        | 8      |
| 2002  | DHL Jordan Honda                     | Jordan EJ12       | Honda RA002E 3.0 V10              | AUS Abd. | MAL 13   | BRA Abd. | SMR Abd. | ESP Abd. | AUT 5    | MON 5    | CAN 5    | EUR Abd. | FRA 7    | GBR Np.  | GER Abd. | HUN 6    | BEL Abd. | ITA 8    | USA 7    | JPN Abd. |        |       | 11e        | 7      |
| 2003  | B&H Jordan Ford                      | Jordan EJ13       | Ford RS1 3.0 V10                  | AUS Abd. | MAL Abd. | BRA 1    | SMR 15   | ESP Abd. | AUT Abd. | MON 10   | CAN Abd. | EUR 12   | FRA Abd. | GBR Abd. | GER 13   | HUN Abd. | ITA 10   | USA 7    | JPN Abd. |          |        |       | 12e        | 12     |
| 2004  | Sauber Petronas                      | Sauber C23        | Petronas 04A 3.0 V10              | AUS 10   | MAL 11   | BHR 11   | SMR 9    | ESP 7    | MON Abd. | EUR 6    | CAN 4    | USA 9    | FRA 12   | GBR 6    | GER 9    | HON 8    | BEL 5    | ITA 8    | CHN 7    | JPN 8    | BRA 9  |       | 11e        | 22     |
| 2005  | Mild Seven Renault F1 Team           | Renault R25       | Renault RS25 3.0 V10              | AUS 1    | MAL Abd. | BAH Abd. | SAN Abd. | SPA 5    | MON 12   | EUR 6    | CAN Abd. | USA Np.  | FRA 6    | GBR 4    | ALL 4    | HUN 9    | TUR 4    | ITA 3    | BEL Abd. | BRA 5    | JPN 2  | CHI 4 | 5e         | 58     |
| 2006  | Mild Seven Renault F1 Team           | Renault R26       | Renault RS26 2.4 V8               | BAH Abd. | MAL 1    | AUS 5    | SAN 8    | EUR 6    | SPA 3    | MON 6    | GBR 4    | CAN 4    | USA 3    | FRA 6    | ALL 6    | HUN Abd. | TUR 6    | ITA 4    | CHI 3    | JPN 3    | BRA 6  |       | 4e         | 72     |
| 2007  | ING Renault F1 Team                  | Renault R27       | Renault RS27 2.4 V8               | AUS 5    | MAL 6    | BAH 8    | SPA 9    | MON 4    | CAN DSQ  | USA 9    | FRA 6    | GBR 8    | EUR 10   | HUN 12   | TUR 9    | ITA 12   | BEL Abd. | JPN 5    | CHI 11   | BRA Abd. |        |       | 8e         | 21     |
| 2008  | Force India F1 Team                  | Force India VJM01 | Ferrari 056 2.4 V8                | AUS Abd. | MAL 12   | BAH 12   | ESP 10   | TUR Abd. | MON Abd. | CAN Abd. | FRA 18   | GBR Abd. | GER 17   | HON 15   | EUR 14   | BEL 17   | ITA Abd. | SIN 14   | JPN Abd. | CHN 17   | BRA 18 |       | 19e        | 0      |
| 2009  | Force India F1 Team                  | Force India VJM02 | Mercedes FO108W 2.4 V8            | AUS 11   | MAL 18   | CHN 14   | BAH 15   | ESP 14   | MON 9    | TUR Abd. | GBR 10   | GER 11   | HON 14   | EUR 12   | BEL 2    |          |          |          |          |          |        |       | 15e        | 8      |
| 2009  | Scuderia Ferrari Marlboro            | Ferrari F60       | Ferrari 056 2.4 V8                |          |          |          |          |          |          |          |          |          |          |          |          | ITA 9    | SIN 13   | JAP 12   | BRE 10   | ABD 16   |        |       | 15e        | 8      |

## Victoires en Formule 1
| # | Année | Manche | Date         | Grand Prix | Circuit    | Position de départ | Écurie      | Voiture |
| - | ----- | ------ | ------------ | ---------- | ---------- | ------------------ | ----------- | ------- |
| 1 | 2003  | 03/16  | 6 avril 2003 | Brésil     | Interlagos | 8e                 | Jordan-Ford | EJ13    |
| 2 | 2005  | 01/19  | 6 mars 2005  | Australie  | Melbourne  | Pole position      | Renault     | R25     |
| 3 | 2006  | 02/18  | 19 mars 2006 | Malaisie   | Sepang     | Pole position      | Renault     | R26     |

## Résultats aux 24 Heures du Mans
| Année | Équipe            | Coéquipiers                        | Voiture                | Catégorie | Tours | Classement général | Classement catégorie |
| ----- | ----------------- | ---------------------------------- | ---------------------- | --------- | ----- | ------------------ | -------------------- |
| 2010  | AF Corse          | Jean Alesi Toni Vilander           | Ferrari F430 GTC       | GT2       | 323   | 16e                | 4e                   |
| 2011  | AF Corse          | Gianmaria Bruni Toni Vilander      | Ferrari 458 Italia GT2 | GTE Pro   | 314   | 13e                | 2e                   |
| 2012  | AF Corse          | Gianmaria Bruni Toni Vilander      | Ferrari 458 Italia GT2 | GTE Pro   | 335   | 17e                | Vainqueur            |
| 2013  | AF Corse          | Gianmaria Bruni Matteo Malucelli   | Ferrari 458 Italia GT2 | GTE Pro   | 311   | 21e                | 6e                   |
| 2014  | AF Corse          | Gianmaria Bruni Toni Vilander      | Ferrari 458 Italia GT2 | GTE Pro   | 339   | 13e                | Vainqueur            |
| 2015  | AF Corse          | Gianmaria Bruni Toni Vilander      | Ferrari 458 Italia GT2 | GTE Pro   | 330   | 25e                | 3e                   |
| 2016  | Risi Competizione | Matteo Malucelli Toni Vilander     | Ferrari 488 GTE        | GTE Pro   | 340   | 20e                | 2e                   |
| 2017  | Risi Competizione | Toni Vilander Pierre Kaffer        | Ferrari 488 GTE        | GTE Pro   | 72    | Abandon            | Abandon              |
| 2018  | Spirit of Race    | Thomas Flohr Francesco Castellacci | Ferrari 488 GTE        | GTE Am    | 335   | 26e                | 2e                   |
| 2019  | Spirit of Race    | Thomas Flohr Francesco Castellacci | Ferrari 488 GTE        | GTE Am    | 327   | 43e                | 12e                  |
| 2020  | AF Corse          | Thomas Flohr Francesco Castellacci | Ferrari 488 GTE        | GTE Am    | 330   | 39e                | 13e                  |
| 2021  | AF Corse          | Thomas Flohr Francesco Castellacci | Ferrari 488 GTE        | GTE Am    | 329   | 39e                | 11e                  |
| 2022  | AF Corse          | Matteo Cressoni Richard Heistand   | Ferrari 488 GTE        | GTE Am    | 336   | 46e                | 13e                  |